# Borwin Bandelow
Borwin Bandelow (nacido el 28 de diciembre de 1951 en  Gotinga es un especialista alemán en neurología y psiquiatría, y titulado en psicología y psicoterapia. 

## Biografía
Estudió medicina en las universidades de Gotinga y Tubinga y también psicología en Gotinga. En 1977 se doctoró en medicina con la tesis "Untersuchungen zur selektiven Züchtung der Mycel- und Blastosporenphase von Candida albicans und zur diagnostischen Wertigkeit präzipitierender Antikörper gegen Antigene der beiden Wachstumsformen" (Investigaciones sobre el cultivo selectivo del micelio la fase de blastoespora en Candida albicans y su valor diagnóstico en la precipitación de anticuerpos contra antígenos en las dos formas de crecimiento), defendida en gotinga. Actualmente es profesor de psiquiatría y psicoterapia en la Universidad de Gotinga y tiene una gran consideración como experto en trastornos de ansiedad. Bandelow es el editor de la revista alemana "German Journal of Psychiatry" y presidente de la Sociedad para la Investigación de la Ansiedad. 
Ha publicado más de 200 artículos académicos y revisiones sobre el tema del miedo y otras cuestiones, además de múltiples contribuciones a libros en inglés y en alemán. Entre ellos: 
- Panik und Agoraphobie , Springer, Wien 2001, ISBN 3-211-83654-3 Pánico y agorafobia
- Angst- und Panikerkrankungen , Unimed, Bremen 2003, ISBN 3-89599-648-3 Trastornos de ansiedad y pánico
- Social Anxiety Disorder , Dekker, New York 2004, ISBN 0-8247-5454-9 Trastorno de ansiedad social
- Das Angstbuch: woher Ängste kommen und wie man sie bekämpfen kann , Rowohlt, 2004, ISBN 3-499-61949-0 El libro de la ansiedad: de dónde proceden de los miedos y cómo se puede luchar.
- Celebrities: vom schwierigen Glück, berühmt zu sein , Rowohlt, 2006, ISBN 3-499-62275-0 Famosos: algunos que lo son por su mala suerte
- Das Buch für Schüchterne: Wege aus der Selbstblockade , Rowohlt, 2007, ISBN 3-498-00650-9 El libro de la timidez: Escapar de la auto-bloqueo, Rowohlt, 2007, ISBN 3-498-00650-9
- Coautor con Oliver Gruber, Peter Falkai und U. Havemann-Reinecke: Kurzlehrbuch Psychiatrie. Steinkopff, [Berlin] 2008; ISBN 978-3-7985-1835-3  Breve manual de psiquiatría.

## Curiosidades
Se dice que basándose en un artículo realizado para el periódico de su "Gymnasium" (Instituto de secundaria en Alemania) en el que trataba de las peculiaridades de los habitantes de la Frisia Oriental, desencadenó una de las primeras oleadas de chistes de Frisones.